# ハートを打ちのめせ!
『ハートを打ちのめせ! 』（ハートをうちのめせ!）は、ジョージ朝倉による日本の漫画作品。
2001年から2003年に、『Zipper comic』『FEEL YOUNG増刊 Salada』『FEEL YOUNG』（いずれも祥伝社）に掲載された。
同じ中学校に通う中学3年生が、それぞれ織り成す恋愛を描いたオムニバス短編集。作者が「中学生版ロマンポルノを目指し」、傷だらけの青春と体当たりの恋愛を等身大のままに描いた作品。

## あらすじ
中学3年生の女子生徒・根岸は、同級生の野球部員・荒井を振り向かせるため、夜な夜なトマト栽培のビニールハウスで彼に抱かれるが、体だけの関係にむなしさを感じる。荒井は、想いを寄せる同級生・瑠璃に告白するが、高校生の恋人がいる瑠璃に断られ、思い通りにならない。瑠璃は、高校生と別れ、父親のような愛情を感じる既婚の理科教師・石井に自分を愛してくれるよう迫る。一方、恋愛話を聞くだけのマキは、想像上の大学生の恋人と擬似恋愛し、周囲にも恋人がいるように振舞うが、同級生の男子生徒・椎名にその空想を知られ、それをきっかけに、自分の殻を破り、彼に素直な自分を見せる。アツコは、盗癖や浮気癖のある同級生セイジとなんとなく続く恋愛に疑問を感じていたところに、彼の後輩・富樫から告白される。しかし、富樫に満たされない自分に気付き、唯一自分を受け入れてくれる存在であるセイジとよりを戻す。

## 登場人物
根岸（ねぎし）中学3年生の女子生徒。荒井が好きで、少しでも振り向いてもらおうと体でつる。表情が貧しく、成績が悪い。
荒井（あらい）中学3年生の男子生徒。野球部員。根が真面目で、頭がいい。瑠璃が好きだったが、後に根岸と付き合い始める。
森下 瑠璃（もりした るり）中学3年生の女子生徒。かわいくて、頭が良くて、性格もいい。石井に思いを寄せ、自分を愛してくれるよう迫る。
大杉 亜都子（おおすぎ あつこ）中学3年生の女子生徒。作中ではアツコと呼ばれる。中学1年生からセイジと付き合っているが、彼の常軌を逸した行動に恐れを抱いている。
北野 セイジ（きたの せいじ）中学3年生の男子生徒。中学1年生からアツコと付き合う。盗癖や嘘、浮気など、アツコにも酷く接する。
富樫（とがし）中学2年生の男子生徒。セイジの後輩で、アツコに思いを寄せ、告白する。まじめで家が厳しい。アツコ曰く、セイジと正反対の人間。
横山 マキ（よこやま まき）中学3年生の女子生徒。自分に恋愛相手がいないことにコンプレックスを感じ、理想の恋人との空想の恋愛を作り上げる。
椎名（しいな）中学3年生の男子生徒。隣の席のマキに興味を抱き、彼女を空想の恋愛から解き放つ。
石井（いしい）理科の教師。妻を亡くし、一人息子と暮らしている。瑠璃に迫られて関係を持つが、周囲に発覚することを恐れ、瑠璃を遠ざける。

## 単行本
全2巻が祥伝社から発売されている。
- ハートを打ちのめせ! Vol.1　ISBN 978-4396762780
- ハートを打ちのめせ! Vol.2　ISBN 978-4396763046